# Янгон (округ)
Янгон, ранее — Рангу́н (бирм. ရန်ကုန်တိုင် — Янгоун) — административная область в Мьянме, созданная вокруг города Янгон. Граничит с административными областями Пегу и Иравади. В округ входят также Кокосовые острова на границе Бенгальского залива и Андаманского моря. Это наиболее развитая промышленная зона страны.

## История
Административная область Янгон был выделен из округа Пегу и включает в себя город Янгон и окрестные города-спутники. См. подробно город Янгон.

## Административное деление
Административная область делится на четыре района — северный, южный, западный и восточный. Включает в себя 45 городов.